# Footscray
Footscray – miasto Australii, na przedmieściach Melbourne. W 2006 liczyło 11 401 mieszkańców. W mieście znajduje się siedziba wydawnictwa Lonely Planet.

## Miasto w kulturze
- W Footscray i okolicach nakręcono film Romper Stomper[3].